# Comité Paralímpico Cubano
El Comité Paralímpico Cubano es el comité paralímpico nacional que representa a Cuba. Esta organización es la responsable de las actividades deportivas paralímpicas en el país. Es miembro del Comité Paralímpico Internacional y del Comité Paralímpico de las Américas.